# Municipio de Village (Iowa)
El municipio de Village (en inglés: Village Township) es un municipio ubicado en el condado de Van Buren en el estado estadounidense de Iowa. En el año 2010 tenía una población de 609 habitantes y una densidad poblacional de 6,58 personas por km².

## Geografía
El municipio de Village se encuentra ubicado en las coordenadas 40°51′12″N 92°7′6″O / 40.85333, -92.11833. Según la Oficina del Censo de los Estados Unidos, el municipio tiene una superficie total de 92.61 km², de la cual 90,3 km² corresponden a tierra firme y (2,49 %) 2,31 km² es agua.

## Demografía
Según el censo de 2010, había 609 personas residiendo en el municipio de Village. La densidad de población era de 6,58 hab./km². De los 609 habitantes, el municipio de Village estaba compuesto por el 98,85 % blancos, el 0,49 % eran amerindios, el 0,49 % eran asiáticos y el 0,16 % eran de una mezcla de razas. Del total de la población el 0,33 % eran hispanos o latinos de cualquier raza.